# The Caddo Company
The Caddo Company war eine US-amerikanische Filmproduktionsgesellschaft in den 1920er und 1930er Jahren.
Die Gesellschaft produzierte zwischen 1927 und 1932 einige Kinofilme, von denen The Racket (1928) sowie The Front Page für den Oscar in der Kategorie bester Film nominiert waren.
Zu den weiteren von der Caddo Company produzierten Filme gehören Die Schlachtenbummler (1927), The Mating Call (1928), Höllenflieger (1930), The Age for Love (1931), Cock of the Air (1932), Teufelsflieger (Sky Devils, 1932) mit Spencer Tracy und Ann Dvorak sowie zuletzt Scarface (1932).